# Anatoli Banixevski
Anatoli Banixevski (àzeri: Anatoli Banişevski)  (Bakú, 23 de febrer de 1946 - Bakú, 10 de desembre de 1997) fou un futbolista azerbaidjanès de la dècada de 1960.
Fou 50 cops internacional amb la selecció soviètica amb la qual participà en la Copa del Món de Futbol de 1966.
Pel que fa a clubs, defensà els colors de Neftchi Baku.